# Plectrophora
Plectrophora é um género botânico pertencente à família das orquídeas (Orchidaceae). Foi proposto por Focke em Tijdschrift voor de wis en natuurkundige Wetenschappen 1: 212, em 1848, ao descrever a Plectrophora iridifolia, que é a espécie tipo do gênero.

## Distribuição
Plectrophora agrupa cerca de dez pequenas espécies epífitas, de crescimento cespitoso, que ocorrem em diversas áreas da Amazônia, chegando algumas até a América Central ou Bolívia, cinco registradas para o Brasil.

## Descrição

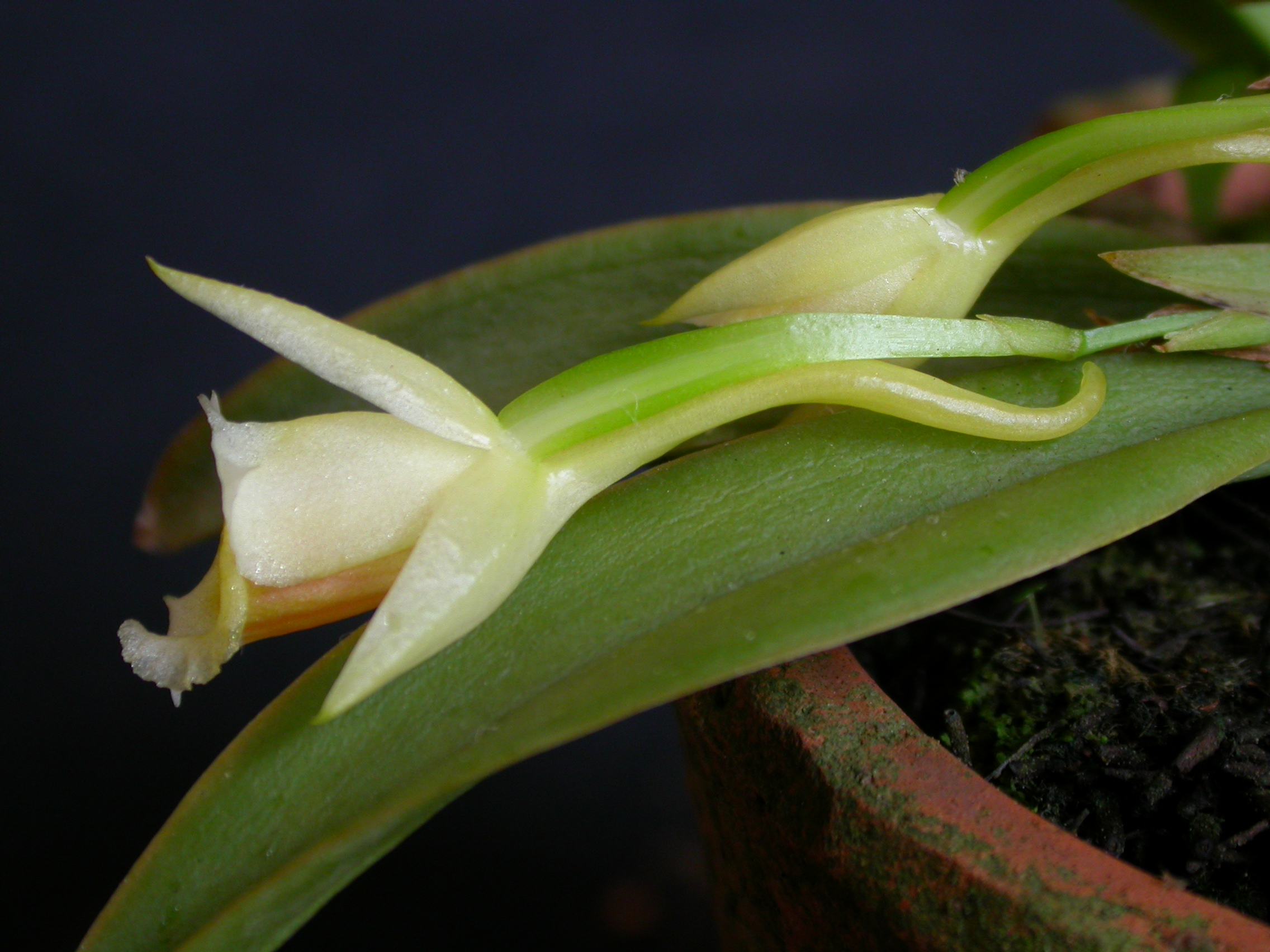
Plectrophora cultrifolia
Vista lateral da flor mostrando o calcar.

São plantas de rizoma curto e pseudobulbos muito pequenos, ovalados com uma única folha carnosa aplanada, por vezes gumiforme, que à primeira vista lembram Comparettia, em algumas espécies com pseudobulbos guarnecidos por Baínhas foliares que formam leques de folhas perpendicularmente aplanadas e base equitante então lembrando Tolumnia. Das axilas dessas Baínhas emerge a inflorescência racemosa, raro bifurcada, levemente pêndula, geralmente comportando uma única flor relativamente grande e com pedúnculo curto.

As flores apresentam sépalas laterais na base concrescidas, prolongadas em longo esporão algo sinuoso ou em forma de gancho. As sépalas não se abrem muito, e as pétalas permanecem tombadas sobre a coluna. O labelo é inteiro, largo, envolve a coluna escondendo-a completamente, e apresenta dois filamentos basilares que se prolongam para dentro do calcar formado pelas sépalas laterais. coluna na base não prolongada em pé, sem asas. antera incumbente, isto é, situada em posição inclinada para dentro na extremidade da coluna, com duas polínias.

## Filogenia
Plectrophora, provavelmente junto com Quekettia, Trizeuxis, Polyotidium, Cypholoron, e Pterostemma, forma de um dos sete subclados de pequenos gêneros, que coletivamente se constituem em um dos cerca de dez agrupamentos da subtribo Oncidiinae, cujos relacionamentos e classificação genérica e supragenérica, segundo critérios filogenéticos, ainda não estão bem delimitados.

## Espécies

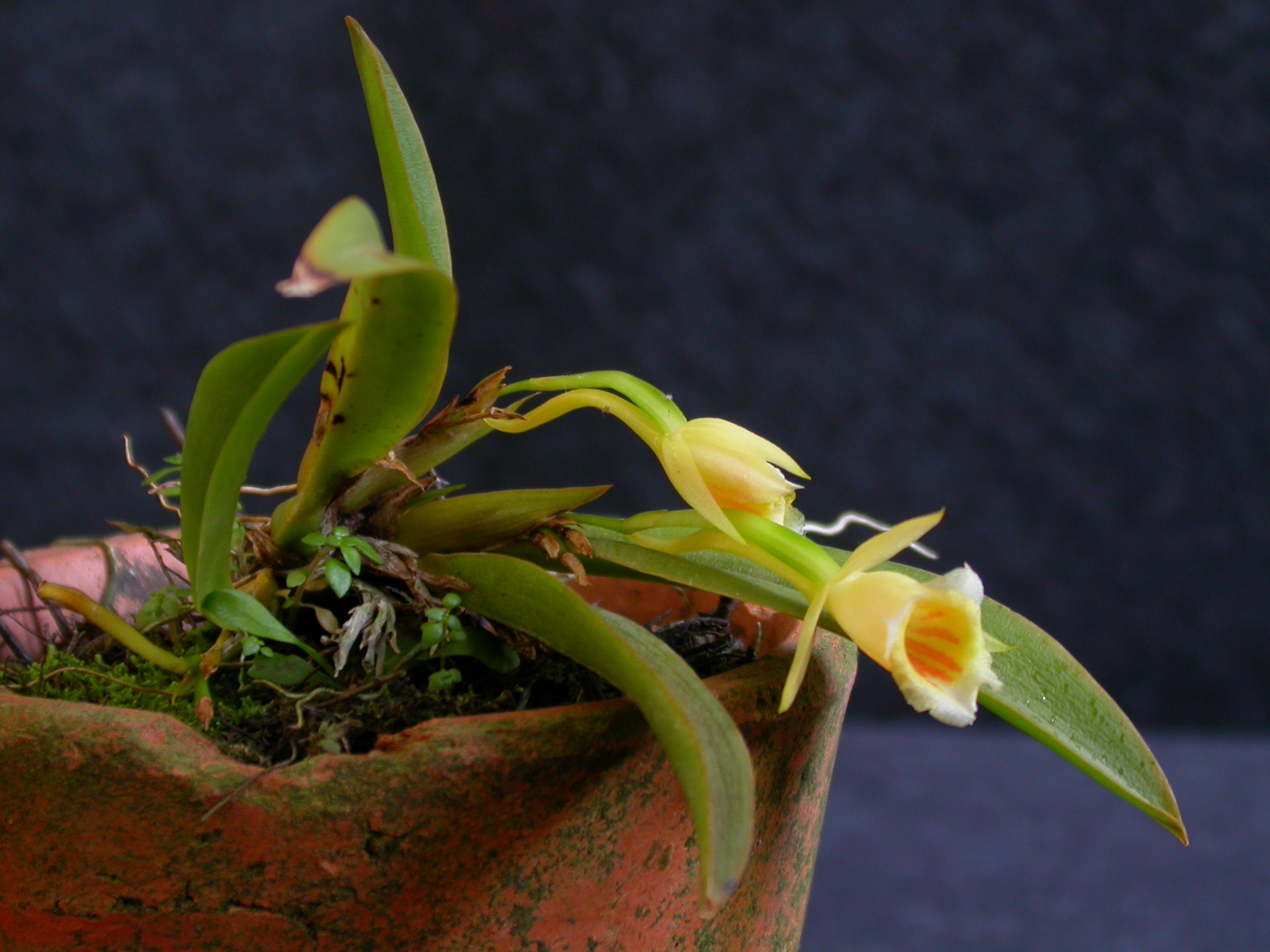
Plectrophora cultrifolia
Aparência da planta.

1. Plectrophora alata (Rolfe) Garay, Bot. Mus. Leafl. 21: 261 (1967).
2. Plectrophora calcarhamata  Hoehne, Relat. Commiss. Linhas Telegr. Estratég. Matto Grosso Amazonas 5(1): 57 (1910).
3. Plectrophora cultrifolia  (Barb.Rodr.) Cogn. in C.F.P.von Martius & auct. suc. (eds.), Fl. Bras. 3(6): 185 (1904).
4. Plectrophora edwallii  Cogn. in C.F.P.von Martius & auct. suc. (eds.), Fl. Bras. 3(6): 580 (1906).
5. Plectrophora iridifolia  (Lodd. ex Lindl.) H.Focke, Tijdschr. Natuurk. Wetensch. Kunsten 1: 212 (1848).
6. Plectrophora schmidtii  Jenny & Pupulin, Orquidário 11: 79 (1997).
7. Plectrophora suarezii  Dodson & M.W.Chase, Icon. Pl. Trop., II, 6: t. 570 (1989).
8. Plectrophora triquetra  (Rolfe) Cogn. in C.F.P.von Martius & auct. suc. (eds.), Fl. Bras. 3(6): 184 (1904).
9. Plectrophora tucanderana  Dodson & R.Vásquez, Icon. Pl. Trop., II, 3: t. 275 (1989).
10. Plectrophora zarumensis  Dodson & P.M.Dodson, Icon. Pl. Trop. 1: t. 208 (1980).